# Potentilla algida
Potentilla algida là loài thực vật có hoa trong họ Hoa hồng. Loài này được Soják miêu tả khoa học đầu tiên.